# Tour de France (videogioco)
Tour de France è un videogioco di ciclismo basato con licenza ufficiale sul Tour de France, pubblicato nel 1985 per Commodore 64 dalla divisione britannica dell'Activision, ma sviluppato da ungheresi. La copertina ritrare Robert Millar mentre gareggiava per la Peugeot nel Tour del 1984.
Tour de France ottenne di solito recensioni da medie a buone dalla critica contemporanea.

## Modalità di gioco
Si può affrontare un intero Tour di 16 tappe, mostrate su una cartina della Francia, oppure selezionarne solo alcune. Si può fare allenamento oppure gareggiare, attivando da 1 a 6 giocatori di nazionalità selezionabile. I giocatori comunque affrontano le tappe uno alla volta, cercando di ottenere il miglior tempo in classifica.
Durante la gara, sulla strada è presente solo il ciclista controllato dal giocatore. Il percorso è stretto e tortuoso, mostrato con prospettiva isometrica a scorrimento in tutte le direzioni. Lo scorrimento non è uniforme, ma talvolta accelera quando il ciclista si avvicina al bordo dello schermo. Lo scenario è dettagliato, con edifici, piante, spettatori che si agitano, e cartelloni pubblicitari cangianti con alcuni marchi veri come Auchan. Le tappe differiscono poco tra di loro nella struttura e nell'aspetto; il tipo di decorazioni resta lo stesso, cambia solo il colore del terreno.
Il controllo del ciclista è basato sullo smanettamento a destra e sinistra per prendere velocità, alla maniera di Decathlon, ma non è necessario farlo costantemente, dato che la velocità raggiunta viene mantenuta per qualche istante. Destra e sinistra abbinate al pulsante di fuoco (o altri due tasti se si usa la tastiera) servono invece a fare sterzare il ciclista, che può ruotare a 360° in modo fluido. Se si toccano i bordi erbosi della strada si cade e si perde un po' di tempo a ripartire. Muovendo i controlli su e giù si possono cambiare due marce, per meglio affrontare le salite. I cambi di pendenza non sono evidenti nello scenario, ma le salite sono preannunciate da cartelli.
Prima di ogni tappa, per il proprio ciclista si possono selezionare i colori della bicicletta e della maglietta. Il diverso colore determina anche una variazione delle prestazioni, rendendo la bicicletta migliore ad esempio nella velocità massima o nello sterzo, ma i precisi effetti di ogni colore non vengono descritti. Durante la tappa si possono cambiare a piacere anche i colori del terreno e della cornice dello schermo.
Il gioco è soltanto in francese per quanto riguarda il testo che appare a video, comunque limitato a poche frasi di interfaccia.
Il tema musicale introduttivo è La Marsigliese, mentre durante le tappe si sentono altri brani originali.